# Окатыш
Ока́тыши — комочки измельчённого рудного концентрата сферической формы.
Железорудные окатыши — полуфабрикат металлургического производства железа. Они являются продуктом обогащения железосодержащих руд и последующего окомкования и обжига. Наряду с агломератом являются основным компонентом железосодержащей части шихты в доменном производстве для получения чугуна.

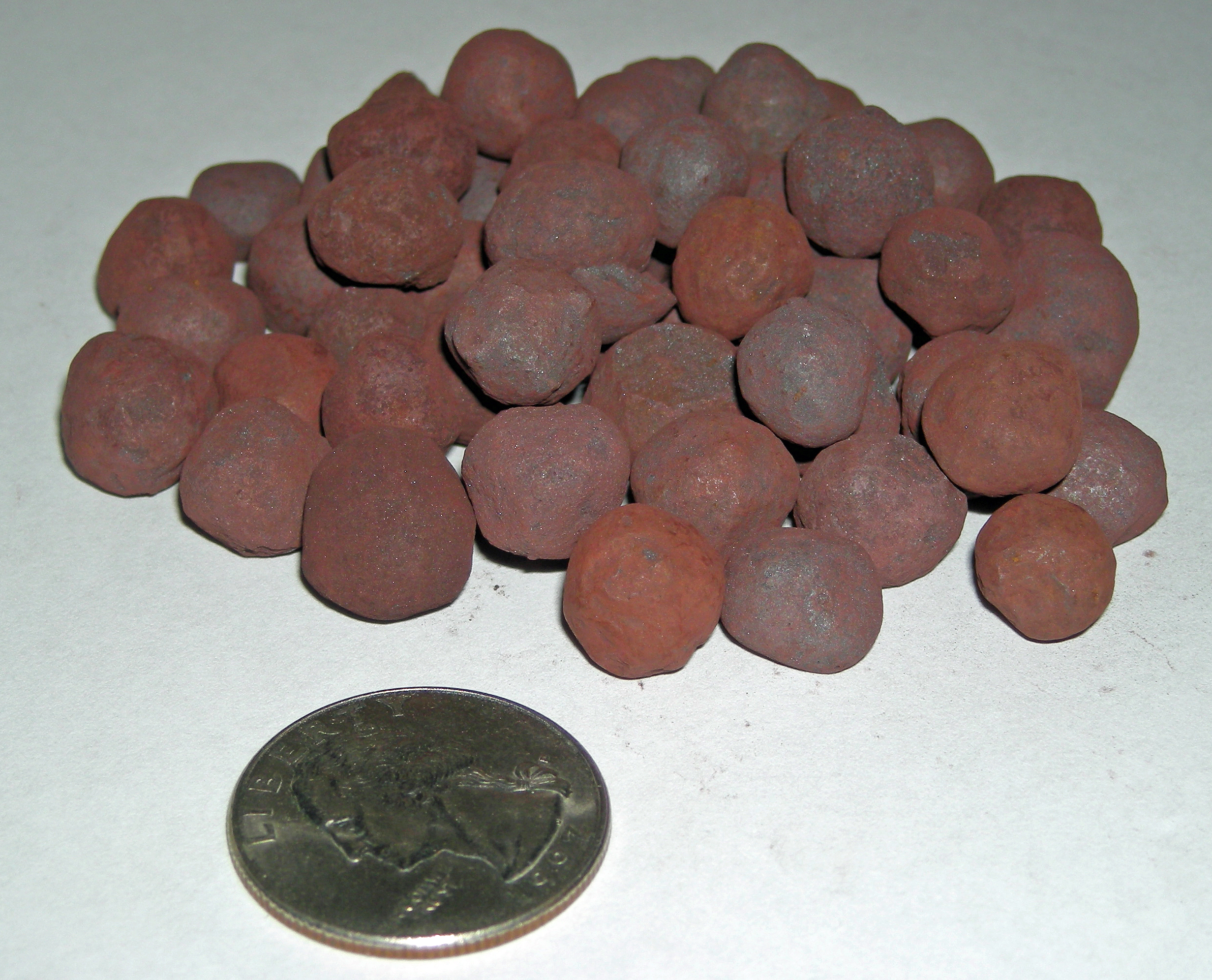
Таконитовые окатыши, используемые в металлургической промышленности, с монетой номиналом 25 центов США для оценки размеров

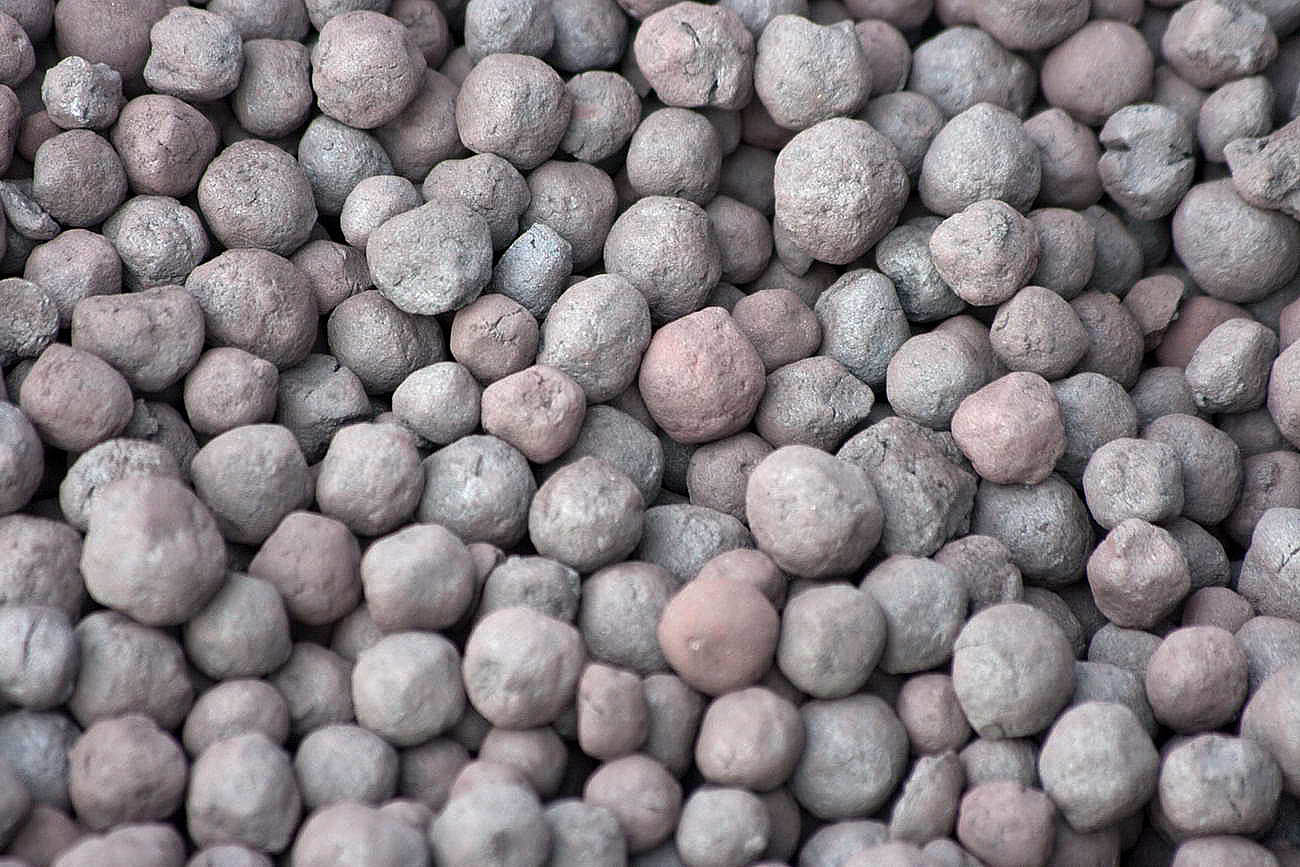
Железорудные окатыши

## История
В связи со снижением доли богатой добываемой руды и постоянным увеличением доли руды, подвергаемой обогащению, в металлургический передел вовлекается все больше железорудного сырья, содержащего 80—90 % и более фракции <0,07 мм, а в ряде случаев и <0,05 мм. Как правило, горно-обогатительные предприятия находятся на значительном расстоянии от металлургических комбинатов. При агломерации тонкоизмельчённых (при глубоком обогащении) железорудных концентратов заметно уменьшается скорость процесса (из-за резкого снижения газопроницаемости шихты). Перевозка влажного концентрата на металлургические заводы для последующей его агломерации невыгодна из-за издержек, связанных с перевозкой воды, и затруднительна из-за смерзания концентрата в зимнее время. Изготовление агломерата непосредственно на горно-обогатительных комбинатах нецелесообразно из-за его недостаточной механической прочности.
Решением проблемы окускования тонкоизмельчённых железорудных концентратов стало производство железорудных окатышей, впервые предложенное в 1912 году Андерсоном (Швеция) и независимо от него в 1913 году Браккельсбергом (Германия). Производство железорудных окатышей развивалось в начале XX века во многих странах мира высокими темпами и к началу 2000-х годов превысило 300 млн т/год.
Схемы получения окатышей представляют собой комбинацию двух этапов формирования окатышей путём окомкования влажной шихты в специальных аппаратах — окомкователях (производство сырых окатышей) и упрочнения гранул (обжиговым или безобжиговым способами) для придания окатышам прочности, необходимой для хранения, транспортировки к доменным цехам и проплавки их в печах.
Сырые окатыши формируются при окатывании тонкодисперсного железорудного материала, увлажненного до определённой степени. Тонкоизмельчённый железорудный порошок относится к гидрофильным дисперсным системам, характеризующимся интенсивным взаимодействием с водой. В такой системе стремление к уменьшению энергии реализуется путём снижения величины поверхностного натяжения на границе раздела фаз (при взаимодействии с водой) и укрупнения частиц (в результате их сцепления). Считается, что в целом дисперсная система железорудный материал—вода обладает определённым термодинамическим стремлением к окомкованию.
Процесс формирования гранул из увлажнённого железорудного концентрата представляет собой совокупность различных явлений смачивания, капиллярного насыщения, осмоса, набухания, поверхностного диспергирования и др. Систему формирования гранул разработал В. И. Коротич.

## Производство

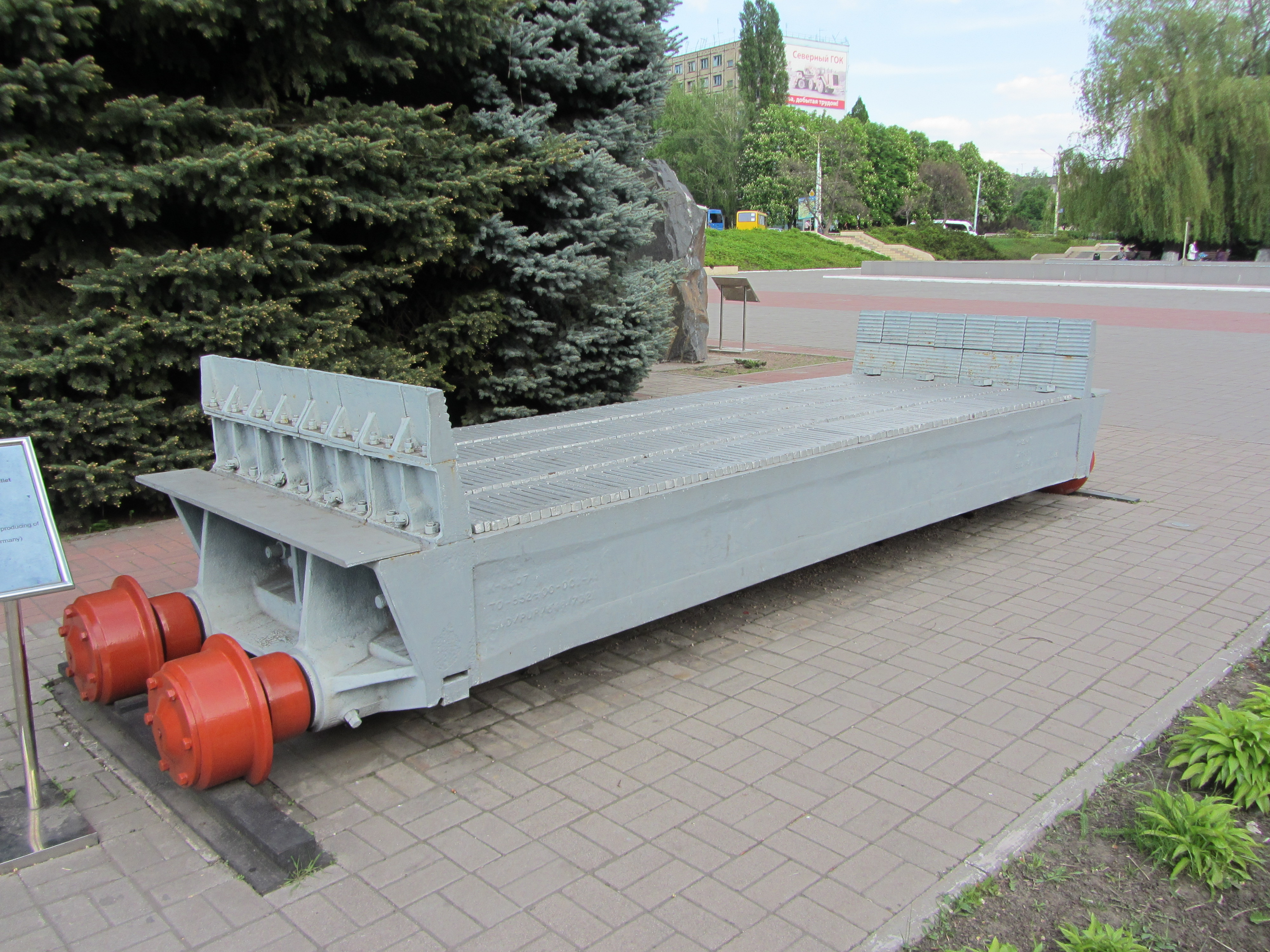
Обжиговая тележка OK-552 (Lurgi, Германия) в музее горной техники СевГОКа (Кривой Рог)

Как правило, для производства окатышей используются небогатые железом руды, различные железосодержащие отходы. Для удаления минеральных примесей исходную (сырую) руду мелко измельчают и обогащают различными способами.
Процесс изготовления сырых (необожжённых) окатышей часто называют окомкованием (или окатыванием). Шихта в виде смеси тонкоизмельчённых железосодержащих концентратов, флюсов (добавок, регулирующих состав продукта) и упрочняющих добавок (обычно это бентонитовая глина) увлажняется и подвергается окатыванию во вращающихся чашах или барабанах-окомкователях (грануляторах).
Сырые окатыши должны обладать достаточной прочностью во избежание деформации и разрушения при их доставке к обжиговому агрегату (обычно обжиговая машина), а также хорошей термостойкостью, то есть способностью не разрушаться при обжиге. Для усиления этих свойств в шихту окатышей вводят связующие добавки (главным образом бентонит, а также его смесь с водой, известь, хлористый кальций, железный купорос).
Наибольшее распространение в качестве связующего при производстве окатышей нашёл бентонит, который в количестве 0,5—1,5 % вводят в шихту перед окомкованием. Бентонит отличается тонкой дисперсностью, ионообменной способностью, высокой степенью набухаемости при увлажнении, связностью, способностью постепенно выделять воду при нагреве. Бентонит в основном состоит из монтмориллонита и близких к нему по составу минералов. При увлажнении бентонит интенсивно поглощает воду, увеличиваясь в объёме в 15—20 раз. Выбор бентонита обусловлен также его способностью при увлажнении образовывать гели с чрезвычайно развитой удельной поверхностью (600—900 м²/т), которая примерно в 7 раз больше поверхности частиц других сортов глины. Бентонит увеличивает пористость сырых окатышей, что благоприятно сказывается на скорости удаления влаги во время сушки окатышей без снижения их прочности.
В результате окатывания в специальных агрегатах — грануляторах получают близкие к сферическим частицы диаметром 10—30 мм. Они высушиваются при температурах 150—200 °C и обжигаются при температурах 1200—1300 °C на специальных установках — обжиговых машинах. Наиболее распространённые конвейерные обжиговые машины представляют собой конвейер из обжиговых тележек, которые движутся по рельсам. В верхней части обжиговой машины над обжиговыми тележками располагают отопительный горн, в котором происходит сжигание газообразного, твердого или жидкого топлива и формирование теплоносителя для сушки, нагревания и обжига окатышей. Различают обжиговые машины с охлаждением окатышей непосредственно на машине и с выносным охладителем.
Факторы, влияющие на качество сырых окатышей:
- влажность поступающей на окомкование шихты;
- её гранулометрический состав, связанный с суммарной площадью поверхности частиц;
- качество смешивания компонентов шихты;
- постоянство шихты по влажности, крупности и нагрузке на окомкователь.

Целью обжига сырых окатышей является придание им прочности, обеспечивающей:
- минимальное разрушение и образование мелочи при транспортировке окатышей от фабрики до потребителя, при этом учитывается возможность складирования окатышей на открытом складе, что связано с дополнительными перегрузками и воздействием атмосферных осадков;
- минимальное разупрочнение и разрушение окатышей в условиях восстановительной плавки в доменной печи.

В процессе обжига сырых окатышей происходит ряд физико-химических превращений:
- удаление влаги (гидратной и гигроскопической);
- разложение карбонатов (MgCO3; CaCO3);
- окисление магнетита (Fe3O4);
- спекание (обжиг);
- диссоциация гематита.

В результате этих превращений окатыши приобретают необходимую прочность. Также при обжиге удаляется значительная часть сернистых загрязнений.

## Применение
При использовании окатышей исключается раздельная загрузка в доменную печь руды и флюсов, значительно сокращается количество шлака при переработке руд с низким содержанием железа. Кроме того, повышается производительность плавки чугуна в доменной печи. Также окатыши применяют при плавке сталей в индукционных и электродуговых печах.
При сравнительно равных свойствах окатышей и агломерата, окатыш может использоваться в случае удалённости горнодобывающих производств от потребителей.

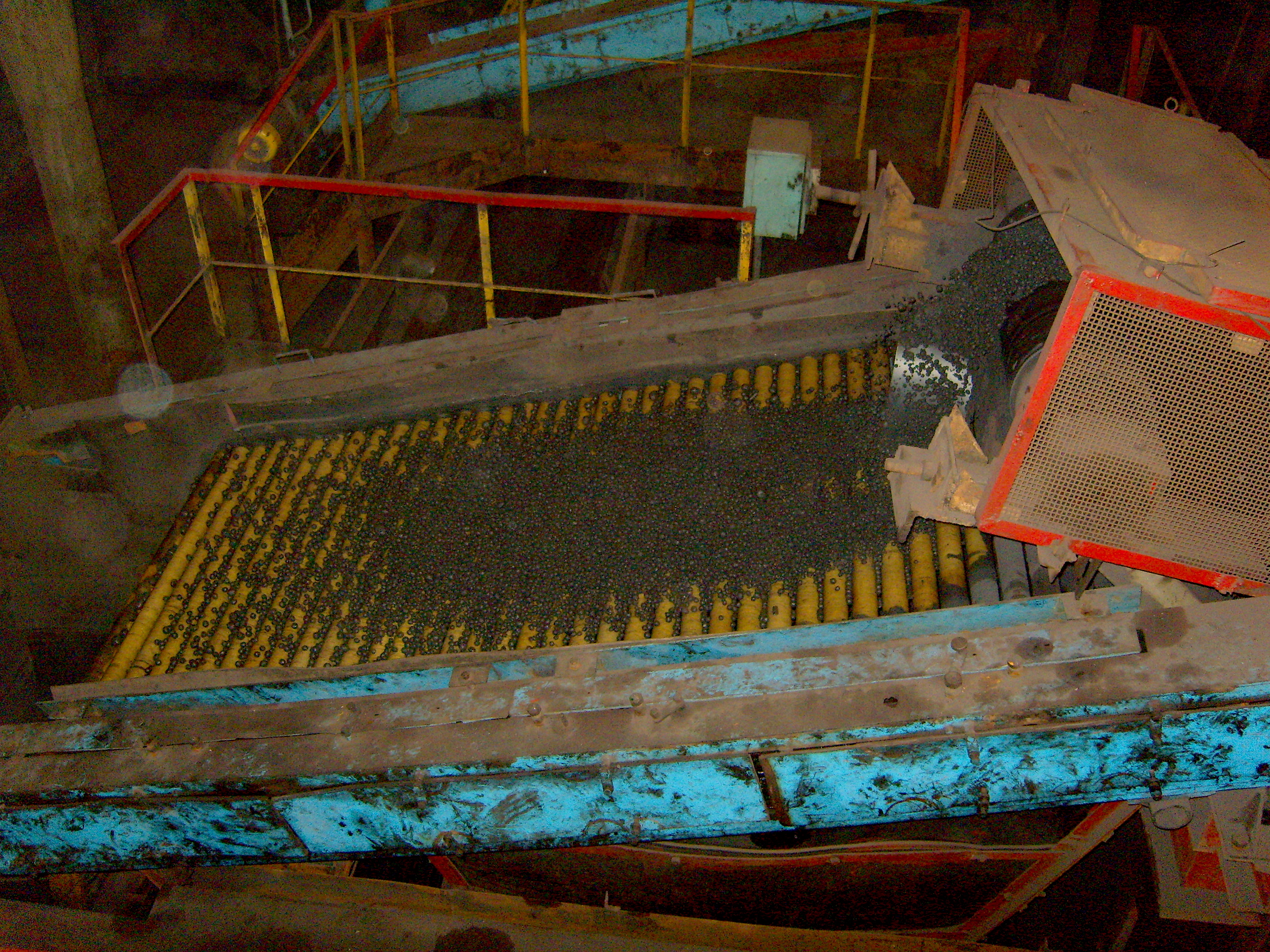
Грохочение сырых окатышей перед загрузкой на обжиговую машину
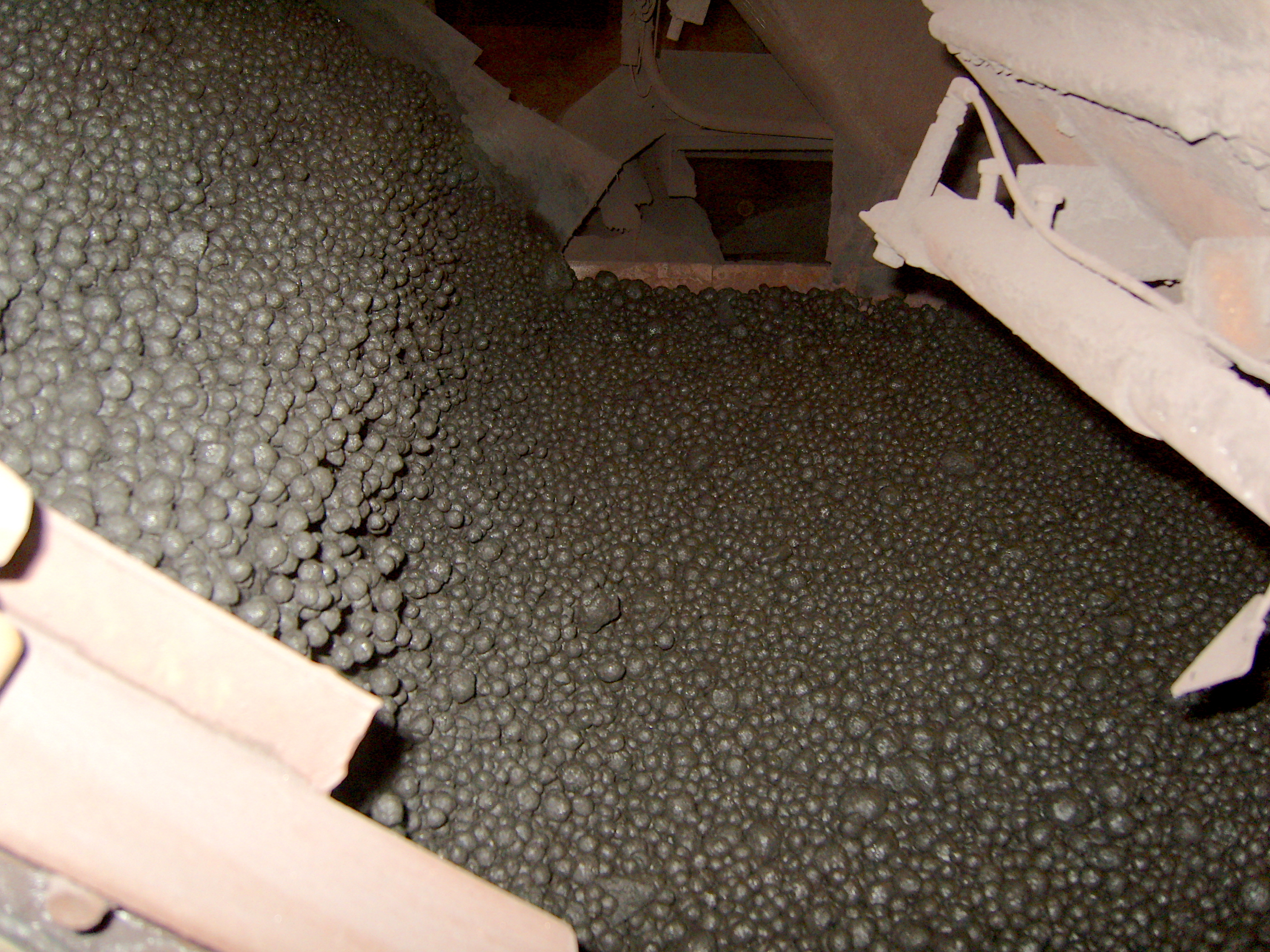
Загрузка сырых окатышей на обжиговую машину
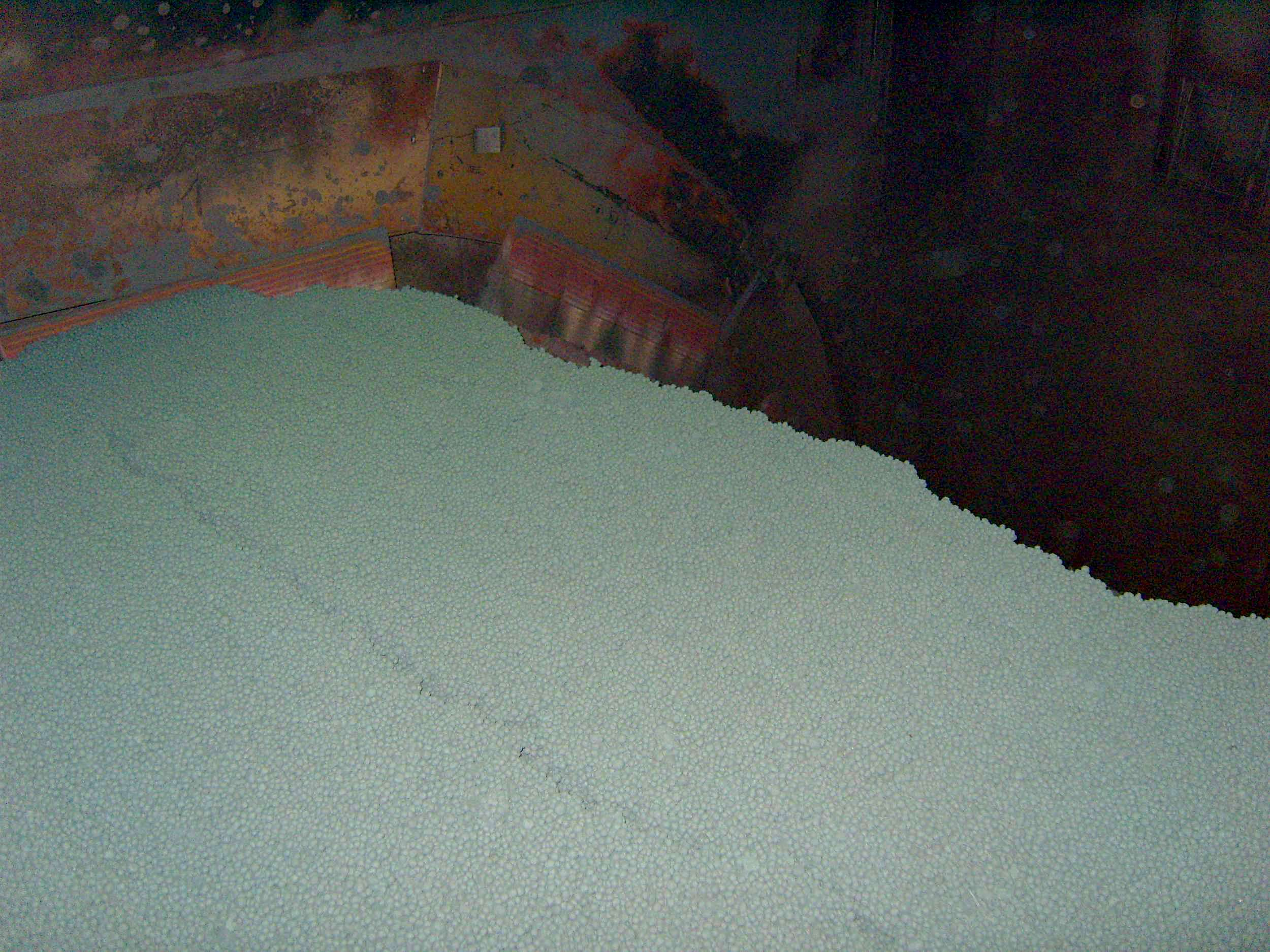
Обожжённые окатыши в зоне разгрузки с обжиговой машины
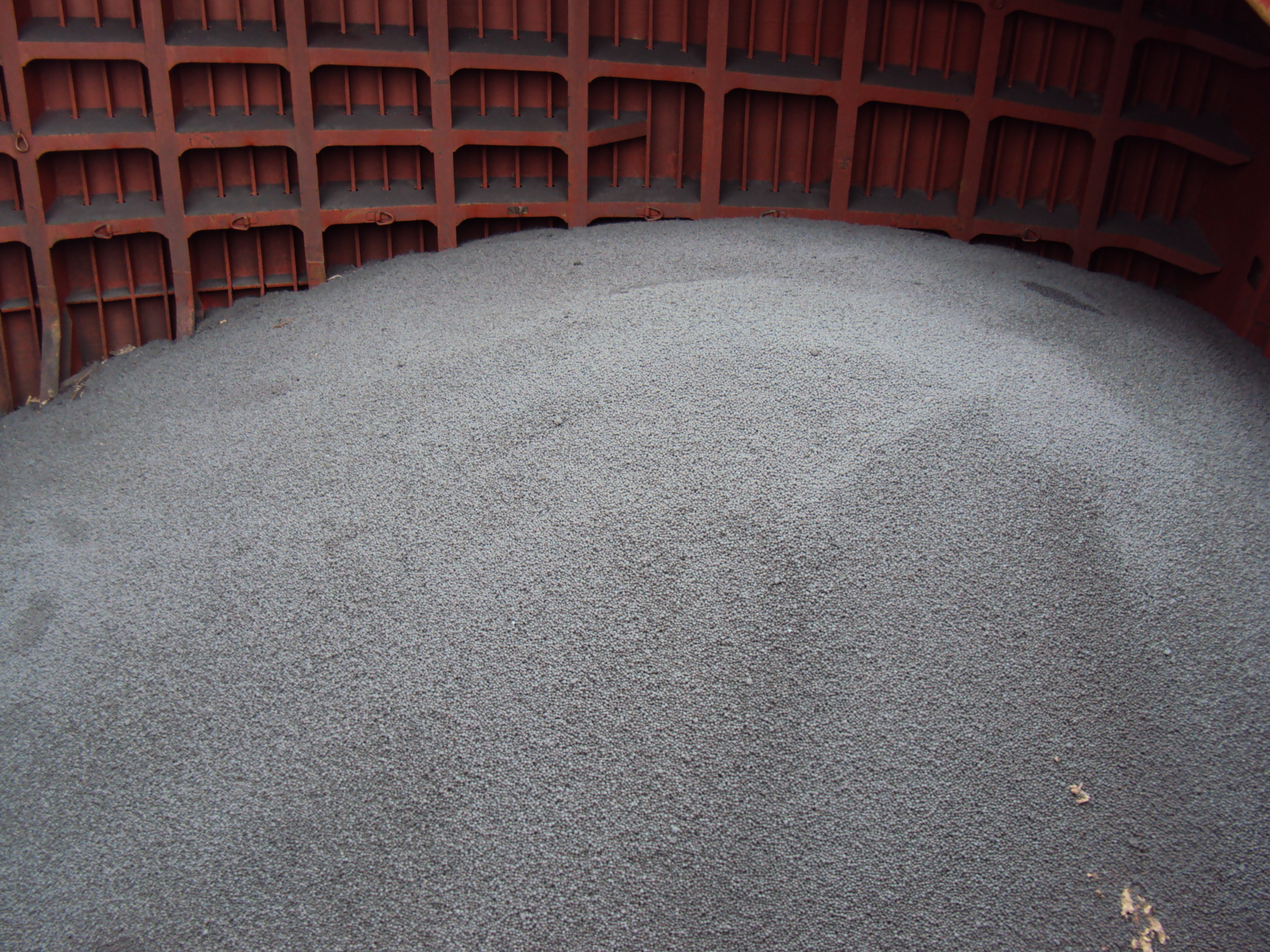
Окатыши в трюме судна
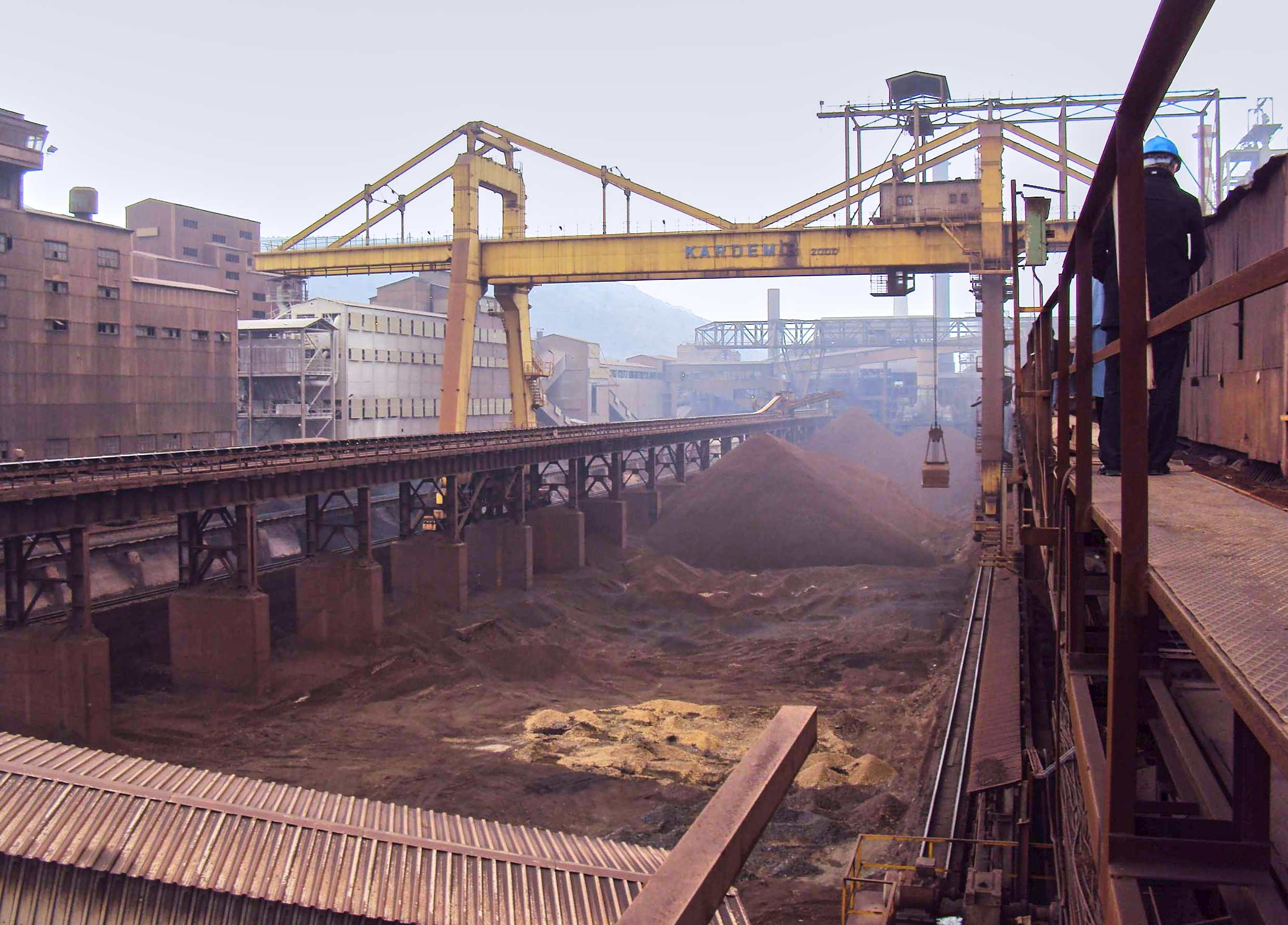
Окатыши на рудном дворе доменного цеха
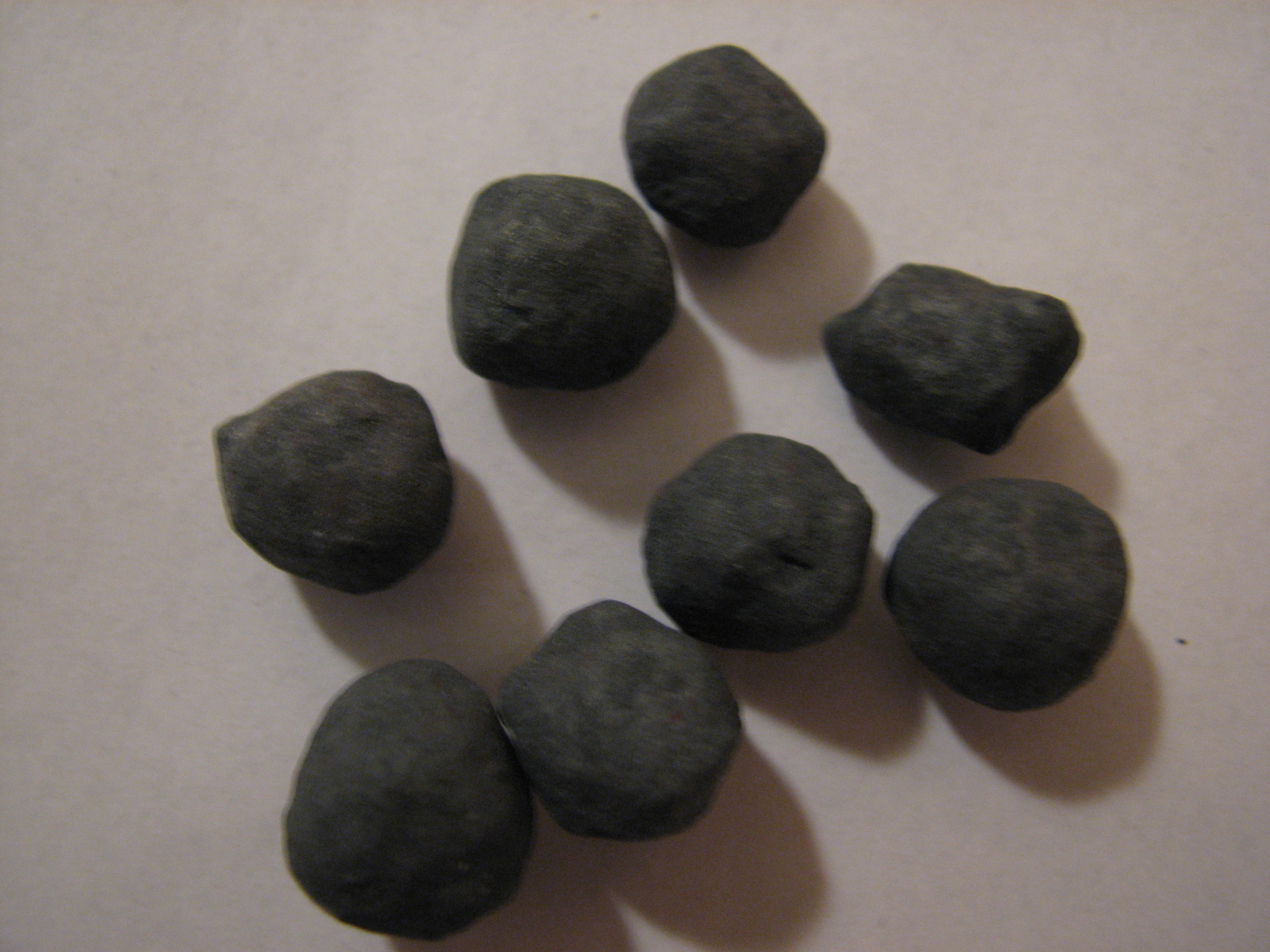
Железорудные окатыши фабрики в г. Кируна (Швеция)
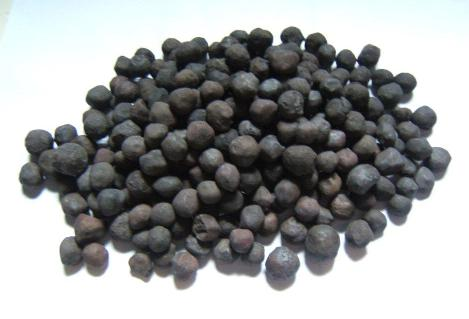
Железорудные окатыши, фабрика Sherman, провинция Онтарио, Канада